# Ce ne andiamo da Tufano
Ce ne andiamo da Tufano è il sesto album di Lisa Fusco pubblicato nel 2010.

## Tracce
- Lisa dove andiamo? (V.Sarnelli)
- Bunga Bunga (Percopo-Fusco-Calfizzi-Percopo)
- Tintarella a tu per tu (Giglio-De Rosa-Calfizzi)
- Nutellah (Fusco-De Rosa)
- A' farfalla e Mustafà (Della Libera-Coppola-Calfizzi)
- A mme me piace e mangià (Calfizzi-De Rosa)
- L' è volute tu (Falgiano-Fusco-Rodogno)
- Lisa donde vamos? (Sarnelli)